# Peirithoosz
Peirithoosz (ógörög nyelven: Πειρίθοος vagy Πειρίθους), a lapithák királya Zeusz fiai közé tartozott. Dia szülte, Ixión felesége. Ezért tartották a későbbiek Ixión fiának és a szentségtörésből származó kentaurok fiútestvérének. Zeusz állítólag mén alakban nemzette őt, ahogy Kronosz Kheirónt. Erős, csaknem titáni fajzat volt ez a lapitha törzs, és Peirithoosz volt a királyuk. Thésszeusszal jó barátságban volt, együtt rabolták el Helenét még kislány korában. Még az Alvilágba is lemerészkedtek együtt, ahol Perszephonét akarták felvinni, de hozzáragadtak egy székhez.
A kentaurok és lapithák harcának mítoszából ismerjük alakját.

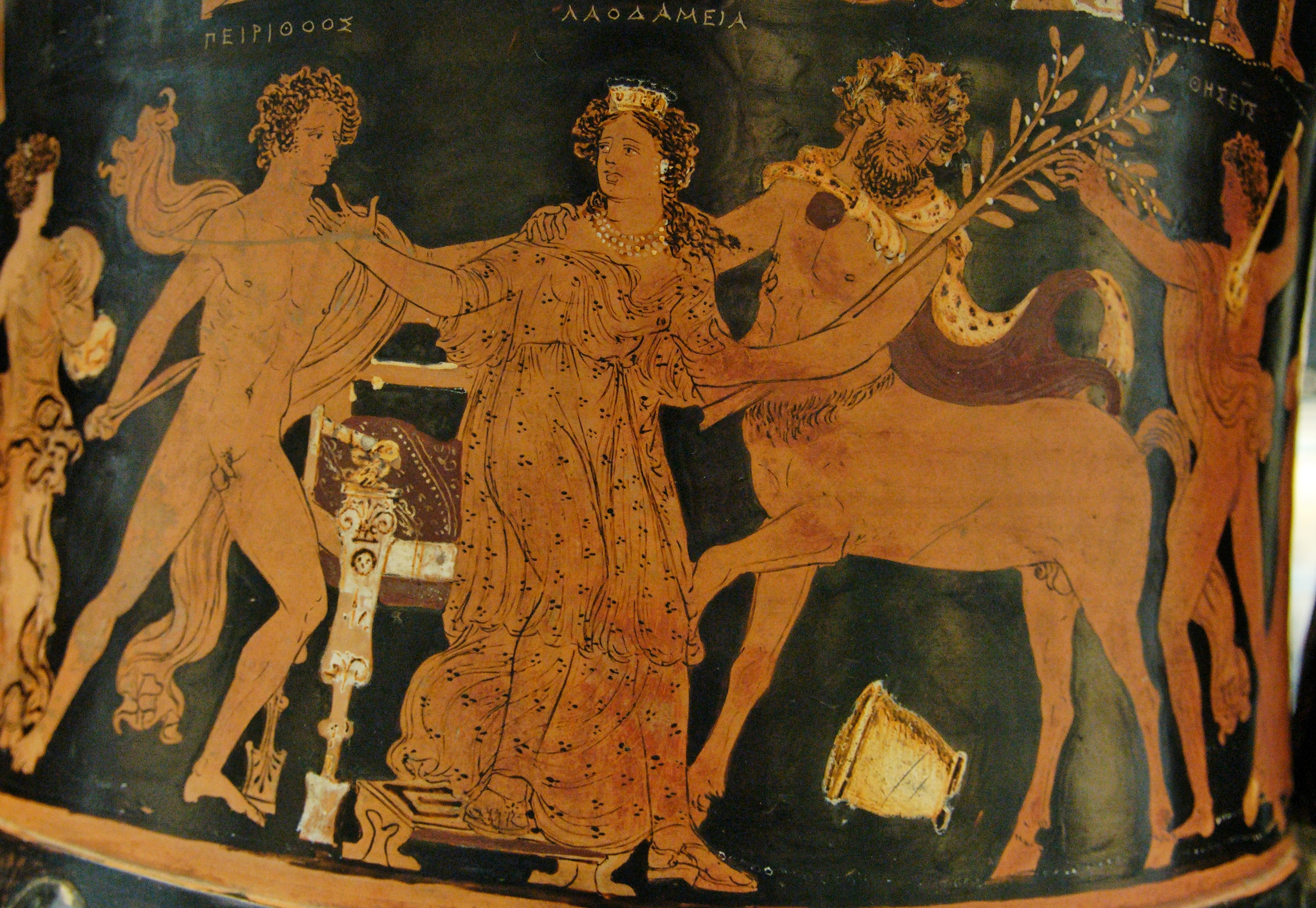
Egy kentaur megpróbálja elrabolni Hippodameiát (vagy Laodameiát), miközben Perithoosz és Thészeusz ellenállnak. vörösalakos kratér, kb. i. e. 350–340, Anzi.